# Łyżwiarstwo figurowe na Letnich Igrzyskach Olimpijskich 1908 – singiel kobiet
Singiel kobiet był jedną z konkurencji łyżwiarskich na Letnich Igrzyskach Olimpijskich 1908 w Londynie odbyła się w dniach 28-29 października 1908. Uczestniczyło 5 łyżwiarek z 3 krajów.

## Wyniki
| Pozycja | Łyżwiarz                 | Państwo              | Łączny wynik | Lokaty | CF | FS |
| ------- | ------------------------ | -------------------- | ------------ | ------ | -- | -- |
| 1       | Madge Syers              | Wielka Brytania      | 252.5        | 5      | 1  | 1  |
| 2       | Elsa Rendschmidt         | Cesarstwo Niemieckie | 211.0        | 11     | 2  | 2  |
| 3       | Dorothy Greenhough-Smith | Wielka Brytania      | 192.1        | 15     | 3  | 3  |
| 4       | Elna Montgomery          | Szwecja              | 170.3        | 21     | 4  | 5  |
| 5       | Gwendolyn Lycett         | Wielka Brytania      | 164.0        | 23     | 5  | 4  |

Arbiter
- Herbert G. Fowler

Sędziowie:
- Harry D. Faith
- Edvard Hörle
- Gustav Hügel
- Georg Sanders
- Hermann Wendt